# 三等航海士
三等航海士（さんとうこうかいし、英: Third Officer）は、商船の甲板部における海技士。
海事関係の大学または高校を卒業して適切な資格を得ることで外航船に最初から三等航海士として乗船が可能となる。船長になるためには二等航海士から一等航海士へと進級して追加の経験と資格を得ることが前提条件となる。